# Tientos y sayonaras
Tientos y sayonaras es un cortometraje documental de 2005 dirigido y escrito por el director granadino —afincado en Málaga— Pablo Cantos.
Habiendo pasado por diversos festivales y certámenes de España (Madrid, Málaga, Murcia), Francia (Marsella) y Cuba (La Habana), fue galardonado con el Premio RTVA en el Festival Internacional de Cortometrajes de Granada.

## Sinopsis
Una serie de artistas malagueños pertenecientes al mundo del flamenco dan testimonio de su paso por Japón, a donde viajaron con la esperanza de ganarse más fácilmente la vida en un lugar totalmente nuevo y extraño, donde sus actuaciones levantaban una enorme admiración.